# Шелбі (округ, Айова)
Шаблон:StateAbbr_ 41°40′53″ пн. ш. 95°18′46″ зх. д. / 41.681388888889° пн. ш. 95.312777777778° зх. д.
Округ  Шелбі (англ. Shelby County) — округ (графство) у штаті  Айова, США. Ідентифікатор округу 19165.

## Історія
Округ утворений 1851 року.

## Демографія
За даними перепису 
2000 року 
загальне населення округу становило 13173 осіб, зокрема міського населення було 5091, а сільського — 8082.
Серед мешканців округу чоловіків було 6448, а жінок — 6725. В окрузі було 5173 домогосподарства, 3705 родин, які мешкали в 5459 будинках.
Середній розмір родини становив 2,99.
Віковий розподіл населення поданий у таблиці:
| Стать    | До 15 років | 15-21 | 22-29 | 30-39 | 40-49 | 50-65 | 65-85 | Понад 85 |
| -------- | ----------- | ----- | ----- | ----- | ----- | ----- | ----- | -------- |
| Чоловіки | 1402        | 610   | 418   | 823   | 1047  | 997   | 1024  | 127      |
| Жінки    | 1369        | 554   | 422   | 880   | 969   | 994   | 1254  | 283      |

## Суміжні округи
- Кроуфорд — північ
- Одюбон — схід
- Кесс — південний схід
- Поттаваттамі — південь
- Гаррісон — захід

## Виноски
1. ↑  U.S. Decennial Census. United States Census Bureau. Архів оригіналу за 19 липня 2018. Процитовано 20 липня 2014.
2. ↑  Historical Census Browser. University of Virginia Library. Архів оригіналу за 16 серпня 2012. Процитовано 20 липня 2014.
3. ↑  Population of Counties by Decennial Census: 1900 to 1990. United States Census Bureau. Архів оригіналу за 22 квітня 2014. Процитовано 20 липня 2014.
4. ↑  Census 2000 PHC-T-4. Ranking Tables for Counties: 1990 and 2000 (PDF). United States Census Bureau. Архів оригіналу (PDF) за 18 грудня 2014. Процитовано 20 липня 2014.
5. ↑  State & County QuickFacts. United States Census Bureau. Архів оригіналу за 18 липня 2011. Процитовано 20 липня 2014. [Архівовано 2011-06-07 у Wayback Machine.](англ.) Наведено за англійською вікіпедією.
6. ↑  American FactFinder. Бюро перепису населення США. Архів оригіналу за 26 лютого 2012. Процитовано 31 січня 2008. [Архівовано 2008-05-21 у Wayback Machine.]

| США | Це незавершена стаття з географії США. Ви можете допомогти проєкту, виправивши або дописавши її. |